# Oscar Damiani
Giuseppe Damiani, detto Oscar (Brescia, 15 giugno 1950), è un procuratore sportivo ed ex calciatore italiano, di ruolo ala.
Ha segnato 71 reti in Serie A e 30 in Serie B, vincendo uno scudetto con la Juventus nella stagione 1974-1975 e il titolo di capocannoniere della Serie B, nella stagione 1978-1979, con 17 reti realizzate per il Genoa.
Con 3 reti all'attivo, è stato a lungo il massimo marcatore del Genoa nei derby della Lanterna, venendo superato solo nel 2009 da Diego Milito.

## Carriera

### Giocatore

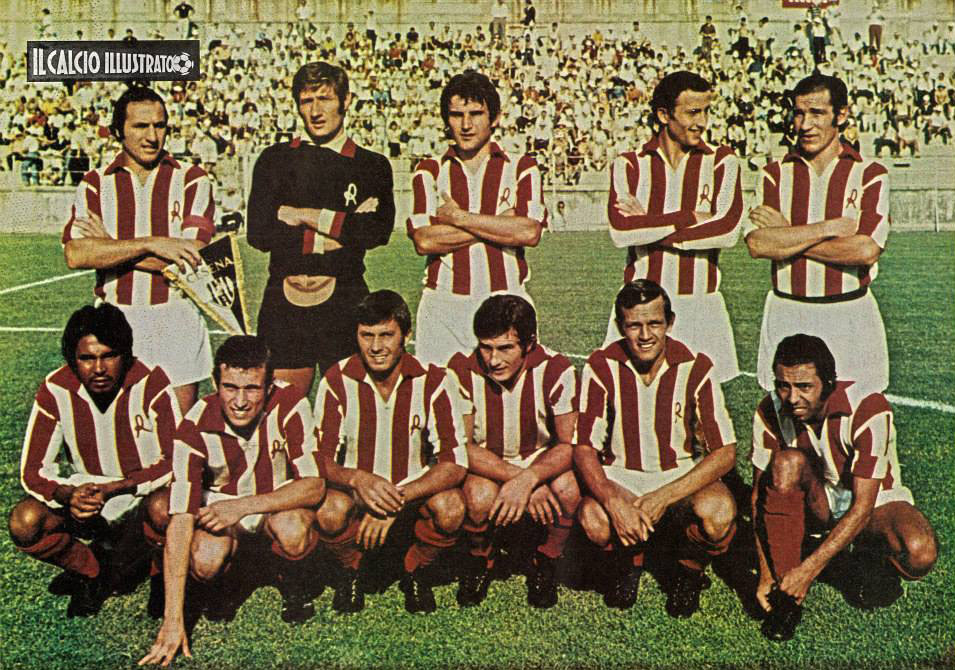
Damiani (accosciato, secondo da sinistra) al Lanerossi nel 1971

Soprannominato Flipper dal giornalista Gianni Brera, emerse nel L.R. Vicenza per poi proseguire la carriera nelle compagini di Napoli, Juventus, Genoa e Milan, con le ultime due militando in serie cadetta. Chiuse con il calcio attivo giocando nella serie cadetta gli ultimi due anni con Parma e Lazio, non prima di una parentesi negli Stati Uniti, nel 1984, nei N.Y. Cosmos.
Ha collezionato 2 presenze in nazionale A, in due partite amichevoli disputate nel 1974, oltre 2 con l'Under-23 e 2 con l'Under-21.

### Dopo il ritiro
Appesi gli scarpini al chiodo ha intrapreso la carriera da procuratore sportivo. Tra i suoi assistiti ha annoverato, tra gli altri, Alessandro Costacurta, Massimo Marazzina, Giuseppe Signori, Christian Panucci, Marco Simone, Lilian Thuram, Andrij Ševčenko, Tommaso Rocchi, Kévin Constant, Mikaël Silvestre, Sergio Pellissier, Jean-François Gillet e Flavio Roma.
Il Genoa lo ha inserito nella sua hall of fame.
È stato spesso ospite e opinionista sportivo a Mediaset oltreché telecronista delle partite di Ligue 1 su Mediaset Premium.

## Statistiche

### Cronologia presenze e reti in nazionale
| Cronologia completa delle presenze e delle reti in nazionale ― Italia | Cronologia completa delle presenze e delle reti in nazionale ― Italia | Cronologia completa delle presenze e delle reti in nazionale ― Italia | Cronologia completa delle presenze e delle reti in nazionale ― Italia | Cronologia completa delle presenze e delle reti in nazionale ― Italia | Cronologia completa delle presenze e delle reti in nazionale ― Italia | Cronologia completa delle presenze e delle reti in nazionale ― Italia | Cronologia completa delle presenze e delle reti in nazionale ― Italia |
| Data                                                                  | Città                                                                 | In casa                                                               | Risultato                                                             | Ospiti                                                                | Competizione                                                          | Reti                                                                  | Note                                                                  |
| --------------------------------------------------------------------- | --------------------------------------------------------------------- | --------------------------------------------------------------------- | --------------------------------------------------------------------- | --------------------------------------------------------------------- | --------------------------------------------------------------------- | --------------------------------------------------------------------- | --------------------------------------------------------------------- |
| 28-9-1974                                                             | Zagabria                                                              | Jugoslavia                                                            | 1 – 0                                                                 | Italia                                                                | Amichevole                                                            | -                                                                     | 60’                                                                   |
| 29-12-1974                                                            | Genova                                                                | Italia                                                                | 0 – 0                                                                 | Bulgaria                                                              | Amichevole                                                            | -                                                                     |                                                                       |
| Totale                                                                |                                                                       | Presenze                                                              | 2                                                                     |                                                                       | Reti                                                                  | 0                                                                     |                                                                       |

## Palmarès

### Club
- Campionato italiano: 1

Juventus: 1974-1975
- Campionato italiano di Serie B: 1

Milan: 1982-1983

### Individuale
- Capocannoniere della Serie B: 1

1978-1979 (17 gol)
- Capocannoniere della Coppa Italia: 1

1979-1980 (6 gol)